# Langues au Turkménistan
La langue officielle du Turkménistan est le turkmène depuis la mise en place de la constitution en 1992 ; elle est la langue maternelle de 72 % de la population du pays.
Le russe est la langue maternelle de 12 % de la population du pays (82 % de la population du pays n'a toutefois aucune connaissance du russe).
Avant 1992, le russe était parlé et compris par la majorité de la population, scolarisée sous l'URSS. Mais depuis 1991, avec l'isolement du pays, et du fait que la majorité de la population ne fréquente pas la minorité russophone, ou ne voyage pas, le russe a tendance à être oublié, ce phénomène s'amplifie avec le temps.
L'ouzbek est la langue maternelle de 9 % de la population du pays.
Le farsi (ou persan) est également présent, et de plus en plus appris à l'université, car l'Iran est un pays frontalier, avec lequel les échanges économiques sont importants. Il y a aussi la volonté de l'État turkmène que le turc, parlé en Turquie, soit une langue enseignée dans le pays ; mais la Turquie est un pays lointain, peu accessible à la majorité des Turkmènes, et trouver des enseignants est difficile, d'autant plus que le Turkménistan reste un pays assez fermé, même s'il a des relations diplomatiques avec la Turquie.    
L'anglais est une langue importante pour le tourisme, pour recevoir les visiteurs et touristes étrangers (dont occidentaux), dont le nombre est limité, du fait que le pays est assez fermé. 
L'accès à Internet est assez limité, et surtout en accès pour les membres de l'élite du pays, ou des classes aisées, souvent proches du régime. Les 21 % de consultations des pages Wikipédia en langue anglaise concernent surtout les consultations Internet de touristes, ou étrangers de passage, ou du fait d'étudiants anglicisants.